# Giha
Le giha (ou kiha, ha) est une langue bantoue parlée dans l'ouest de la Tanzanie par environ 990 000 personnes (2001). Il est très proche du kinyarwanda et du kirundi. Les Rwandais qui se sont déplacés en Tanzanie à cause des conflits ethniques sont à l'origine du giha. 